# Kasta pärlor åt svin
För andra betydelser, se Kasta pärlor åt svin (olika betydelser).
Att kasta pärlor åt svin är ett uttryck som betyder att slösa intellektuell möda på människor som ändå inte förstår eller uppskattar. Uttrycket kommer ur Bergspredikan, där Jesus säger: "Ge inte det som är heligt åt hundarna, och kasta inte era pärlor åt svinen; de trampar på dem och vänder sig om och sliter sönder er."